# Vidya Iyer
Vidya Iyer es una cantante estadounidense, oriunda de Chennai, India, y criada en el estado de Virginia. Aprendió música carnática por medio de D.K. Nagarajan, hermano de la cantante fallecidaD. K. Pattammal. Sus primeros comienzos fueron con su hermana Vandana en la plataforma de Youtube (canal de vídeos del artista Shankar Tucker). Sacó su primera versión mashup en su página web de YouTube "VidyaVox" en abril del 2015 , y ha obtenido desde entonces más de 250 millones de visitas y 2 millones 100 mil suscriptores. Sus mashups recibieron la atención de parte de los músicos Shah Rukh Khan, Akshay Kumar, Diplo, Major Lazer y Hrithik Roshan. Canta en diversos idiomas: tamil, malabar, télugu, hindi, inglés, bhoshpuri y francés.

## Educación e infancia
Vidya Iyer nació en la ciudad de Chennai, capital del estado de Tamil Nadu. Estudió hasta la primaria en el colegio Sankara, en el barrio de Adyar. Tiene un título universitario en psicología de la Universidad de George Washington.

## Carrera
Regularmente, canta en una banda la cual está organizada por Shankar Tucker. Interpretó en varias partes del mundo como la Casa Blanca, el Centro Nacional para las Artes escénicas (India) y Webster Hall y, a su vez, interpreta en festivales como Des Artes en la isla de Reunión (Francia), INK Women, Surinam, Dubai y sucesivos conciertos de Meru en los Países Bajos. Uno de sus más conocidos mashups incluye "Lean On" y "Jind Mahi", en el que hubo una colaboración con varios músicos: Ricky Jatt, Raashi Kulkarni y Roginder "Violinder" Momi. Lanzó la fusión de "Kuttanadan Punjayile", famosa canción naviera de origen kerala, y una canción inglesa escrita por Shankar Tucker y ella que se presentó con baile Mohiniyattam por Sreenidhi y Sreedevi en el estado de Kerala. Su mashup  más popular de las canciones "Closer" y "Kabira", en colaboración con el cantante-compositor Casey Breves, acumuló más de 2 millones de visitas en un día y fue trending en India por unas cuantas semanas. En solo dos semanas, el vídeo se ha visualizado más de 13 millones veces. Además, VidyaVox subió a la plataforma su primer sencillo "Be Free" el 9 de enero de 2017.

## Discografía
- Ellie Goulding:Love Me Like You Do | Hosanna (versión mashup)  (5 de mayo de 2015)
- Nico & Vinz: Am I Wrong | Yeh Duriya (ft. Rohan Kymal) (versión mashup)  (20 de mayo de 2015)
- Tiaan: Dive Deep | Tujhme Rab Dikhta Hai (versión mashup)  (29 de mayo de 2015)
- Ed Sheeran: I See Fire (versión)  (4 de junio de 2015)
- Taylor Swift: Blank Space | Mental Manadhil (versión mashup)  (13 de junio de 2015)
- Sam Smith: Lay Me Down | Ennodu Nee Irundhaal (versión mashup)  (24 de junio de 2015)
- Major Lazer:Lean On | Jind Mahi (ft. Ricky Jatt, Raashi Kulkarni, Raginder Momi) (versión mashup )  (7 de julio de 2015)
- Come Alive (original) | Hasi (versión mashup)  (5 de agosto de 2015)
- Calvin Harris: How Deep Is Your Love | Balam Pichkari (versión mashup)  (25 de agosto de 2015)
- John Legend: All Of Me | Principal Hoon Héroe Tera (versión mashup)  (5 de septiembre de 2015)
- Jack Ü: Where Are Ü Now de Shankar Tucker (versión mashup)  (28 de  septiembre de 2015)
- El Weeknd: Prisoner| Ang Laga De (versión mashup)  (12 de octubre de 2015)
- Selena Gomez: Same Old Love | Mero Sapno Ki Rani (versión mashup)  (30 de octubre de 2015)
- Justin Bieber: Sorry | Kandukondain Kandukondain (versión mashup)  (7 de diciembre de 2015)
- Kuttanadan Punjayile: canción naviera de origen kerala (remix inglés)  (12 de enero del2016)
- Taal Se Taal Mila (ft. Shankar Tucker & Jomy George) (versión remix)  (12 de  febrero de 2016)
- Rihanna: Work | Sakhiya Cheliya (versión mashup)  (15 de marzo de 2016)
- Zayn: Like I Would | Sol Saathiya (versión mashup)  (7 de abril de 2016)
- Adele: When We Were Young | Jashn E Bahaara (versión mashup)  (13 de abril de 2016)
- Nicki Minaj : Truffle Butter | Ambarsariya (versión mashup)  (25 de mayo de 2016)
- Calvin Harris & Rihanna : This Is What You Came For (ft. Jomy George) ( versiónTabla Remix)  (21 de junio de 2016)
- Drake:One Dance | Gur Naalo Ishq Mitha Oye Hoye (versión mashup)  (6 de julio de 2016)
- Cheap Thrills (ft. Shankar Tucker & Akshaya Tucker) (versión)  (26 de julio de 2016)
- Cold Water (versión)  (12 de agosto de 2016)
- Let Me Love You | Tum Hi Ho (mashup)  (23 de septiembre de 2016)
- Sandcastles (original) | Teri Khair Mangdi (ft. Devender Colega Singh) (versión mashup)  (4 de octubre de 2016)
- Endless Summer Stars (originales) - en vivo en la ciudad de San Francisco (27 de octubre de 2016)
- El Chainsmokers : Closer | Kabira (ft. Casey Breves) (Vidya Vox versión mashup ) (8 de noviembre de 2016)
- Charlie Puth: We Don't Talk Anymore | Pani Da Rang (ft. Saili Roble) (Vidya Vox versión mashup )  (2 de diciembre de 2016)
- Be Free (original) | Pallivaalu Bhadravattakam (ft. Vandana Iyer)  (9 de enero de 2017)
- Tove Lo: Cool Girl | Jiya Re (Vidya Vox versión mashup)  (21 de enero de 2017)
- Kuthu Fire: video oficial | (Vidya Vox) (1 de marzo de 2017)
- El Chainsmokers & Coldplay: Something Just Like this | Channa Mereya (Vidya Vox versión Mashup)(30 de marzo de 2017)

## Más información
- "6 mejores canciones de mashups indio-inglesas por la cantante Vidya". «6 Best Indian/English Song Mashups by Singer Vidya». India.com. Archivado desde el original el 17 de junio de 2019. Consultado el 2 de abril de 2017.
- "«Blend it like Vidya!». The Times of India. 3 de febrero de 2016.!" 3 de febrero de 2016.